# Смолл, Ким
Ким Мари Смолл (в замужестве — Таквелл; англ. Kim Maree Small (Tuckwell); род. 13 апреля 1965) — австралийская хоккеистка на траве, полевой игрок. Олимпийская чемпионка 1988 года, серебряный призёр чемпионата мира 1990 года.

## Биография
Ким Смолл родилась 13 апреля 1965 года.
В составе женской сборной Австралии по хоккею на траве дважды выигрывала серебряные медали Трофея чемпионов в 1987 году в Амстелвене и в 1989 году во Франкфурте-на-Майне.
В 1988 году вошла в состав женской сборной Австралии по хоккею на траве на летних Олимпийских играх в Сеуле и завоевала золотую медаль. Играла в поле, провела 3 матча, мячей не забивала.
В 1990 году завоевала серебряную медаль чемпионата мира в Сиднее. Забила 3 мяча.
12 июня 1989 года была награждена медалью ордена Австралии.